# Vicetone
Vicetone is een Nederlands dj- en productieduo uit Groningen bestaande uit Ruben den Boer (22 januari 1992) en Victor Pool (9 juli 1992). Hun nummer Let Me Feel met Nicky Romero stond in 2014 in de Top 40 Tipparade. Het duo heeft jaren in de DJ Mag Top 100 gestaan, maar valt sinds 2017 buiten de lijst van beste dj's.  

## Biografie
Ruben den Boer en Victor Pool ontmoetten elkaar op school, waar ze hun passie voor elektronische muziek delen en bespreken. In 2012 beginnen ze met produceren van de eerste platen als Vicetone. Na verscheidene remixen en originele nummers, releaset Vicetone op Monstercat de singles Harmony en Heartbeat.
Tegen het einde van 2014 wordt Let Me Feel gepresenteerd, een samenwerking met Nicky Romero, dat ook in Nederland wordt opgepakt. Een paar maand later haalt No Way Out ook de tipparade van de Nederlandse Top 40.
Vicetone staat sinds 2013 genoteerd in de DJ Mag Top 100, destijds komen ze binnen op plaats 60. In 2014 wordt dat plaats 36, in 2015 vallen ze terug naar de 50ste positie., in 2016 staan ze op plaats 80 en in 2017 vallen ze uit de lijst.

## Discografie

### Singles
| Jaar | Titel                | Artiest(en)                                     | Label               | Album       |
| ---- | -------------------- | ----------------------------------------------- | ------------------- | ----------- |
| 2012 | Harmony              | Vicetone                                        | Monstercat          | N.v.t       |
| 2013 | Heartbeat            | Vicetone feat. Collin McLoughlin                | Monstercat          | N.v.t       |
| 2013 | Stars                | Vicetone feat. Jonny Rose                       | Armada Trice        | N.v.t       |
| 2013 | Tremble              | Vicetone                                        | Protocol Recordings | N.v.t       |
| 2013 | Chasing Time         | Vicetone feat. Daniel Gidlund                   | Armada Trice        | N.v.t       |
| 2014 | Lowdown              | Vicetone                                        | Spinnin' Records    | N.v.t       |
| 2014 | White Lies           | Vicetone feat. Chloe Angelides                  | Protocol Recordings | N.v.t       |
| 2014 | Ensemble             | Vicetone                                        | Doorn Recordings    | N.v.t       |
| 2014 | Heat                 | Vicetone                                        | Revealed Recordings | N.v.t       |
| 2014 | Let Me Feel          | Nicky Romero en Vicetone feat. When We Are Wild | Protocol Recordings | N.v.t       |
| 2014 | United We Dance      | Vicetone                                        | Ultra Music         | N.v.t       |
| 2014 | What I've Waited For | Vicetone feat. D. Brown                         | Monstercat          | N.v.t       |
| 2015 | No Way Out           | Vicetone feat. Kat Nestel                       | Spinnin' Records    | N.v.t       |
| 2015 | Follow Me            | Vicetone feat. JHart                            | Ultra Music         | N.v.t       |
| 2015 | Angels               | Vicetone feat. Kat Nestel                       | Ultra Music         | N.v.t       |
| 2015 | Nothing Stopping Me  | Vicetone feat. Kat Nestel                       | Ultra Music         | N.v.t       |
| 2015 | Catch Me             | Vicetone                                        | Dim Mak Records     | N.v.t       |
| 2015 | I'm On Fire          | Vicetone                                        | Spinnin' Records    | N.v.t       |
| 2016 | Pitch Black          | Vicetone                                        | Spinnin' Records    | N.v.t       |
| 2016 | Bright Side          | Vicetone feat. Cosmos & Creature                | Spinnin' Records    | Aurora EP   |
| 2016 | Don't You Run        | Vicetone feat. Raja Kumari                      | Spinnin' Records    | Aurora EP   |
| 2016 | Siren                | Vicetone feat. Pia Toscano                      | Spinnin' Records    | Aurora EP   |
| 2016 | The Otherside        | Vicetone                                        | Spinnin' Records    | Aurora EP   |
| 2016 | Green Eyes           | Vicetone                                        | Spinnin' Records    | Aurora EP   |
| 2016 | Hawt Stuff           | Vicetone                                        | Spinnin' Records    | N.v.t       |
| 2016 | Nevada               | Vicetone feat. Cozi Zuehlsdorff                 | Monstercat          | N.v.t       |
| 2016 | Anywhere I Go        | Vicetone                                        | Spinnin' Records    | N.v.t       |
| 2016 | Kaleidoscope         | Vicetone feat. Gracy Grundy                     | Spinnin' Records    | N.v.t       |
| 2017 | I Hear You           | Vicetone                                        | Monstercat          | N.v.t       |
| 2017 | Collide              | Vicetone feat. Rosi Gollan                      | Spinnin' Records    | N.v.t       |
| 2018 | Fix You              | Vicetone                                        | Spinnin' Records    | N.v.t       |
| 2018 | Way Back             | Vicetone feat. Cozi Zuelsdorff                  | Monstercat          | N.v.t       |
| 2018 | Walk Thru Fire       | Vicetone feat. Meron Ryan                       | Monstercat          | N.v.t       |
| 2018 | South Beach          | Vicetone                                        | Spinnin' Records    | N.v.t       |
| 2018 | Something Strange    | Vicetone feat. Haley Reinhart                   | Monstercat          | Elements EP |
| 2019 | Fences               | Vicetone feat. Matt Wertz                       | Monstercat          | Elements EP |
| 2019 | Home                 | Vicetone                                        | Monstercat          | Elements EP |
| 2019 | Feels Like           | Vicetone feat. Laur                             | Monstercat          | Elements EP |
| 2019 | Waiting              | Vicetone feat. Daisy Guttridge                  | Monstercat          | N.v.t       |
| 2019 | Ran Out Of Reasons   | Vicetone feat. Jude & Night Panda               | Monstercat          | N.v.t       |

### Remixes

#### 2012
- Calvin Harris ft. Ne-Yo – Let's Go (Vicetone Remix)
- Flo Rida – Whistle (Vicetone Remix)
- Adele – Someone Like You (Vicetone Remix)
- Maroon 5 – Payphone (Vicetone Remix)
- Nicky Romero & Fedde le Grand ft. Matthew Koma – Sparks (Vicetone Remix)
- Morgan Page – The Longest Road (Vicetone Remix)
- Youngblood Hawke – We Come Running (Vicetone Remix)
- Zedd – Clarity (Vicetone Remix)

#### 2013
- Hook N Sling vs Nervo – Reason (Vicetone Remix)
- Doctor P. ft. Eva Simons – Bulletproof (Vicetone Remix)
- Cazzette – Weapon (Vicetone Remix)
- David Puentez feat. Shèna – The One (Vicetone remix)
- Matthew Koma – One Night (Vicetone Remix)
- Nervo – Hold On (Vicetone Remix)
- Nicky Romero vs. Krewella – Legacy (Vicetone Remix)
- Linkin Park & Steve Aoki - A Light That Never Comes (Vicetone Remix)

#### 2014
- Krewella - Enjoy The Ride (Vicetone Remix)
- Cash Cash - Overtime (Vicetone Remix)
- Tony Igy - Astronomia (Vicetone remix)
- Dillon Francis, The Chain Gang of 1974, Sultan & Shepard - When We Were Young (Vicetone Remix)

#### 2015
- Urban Cone ft. Tove Lo - Come Back To Me (Vicetone Remix)
- Little Boots - No Pressure (Vicetone Remix)
- Hardwell & Tiësto ft. Andreas Moe - Colors (Vicetone Remix)
- Kelly Clarkson - Invincible (Vicetone Remix)

#### 2016
- PROJECT: Yi (Vicetone Remix)
- Vicetone X Bob Marley - Is This Love [Free]
- Bonnie McKee & Vicetone - I Want It All (Remix)

#### 2017
- Dua Lipa - New Rules (Vicetone Remix)

#### 2018
- The Prodigy - Omen (Vicetone Bootleg Remix)
- The Knocks - Ride Or Die (feat. Foster The People) [Vicetone Remix]

## Hitlijsten
| Single met eventuele hitnotering(en) in de Nederlandse Top 40 | Datum van verschijnen | Datum van binnenkomst | Hoogste positie | Aantal weken | Opmerkingen                         |
| ------------------------------------------------------------- | --------------------- | --------------------- | --------------- | ------------ | ----------------------------------- |
| Let Me Feel                                                   | 2014                  | 11-10-2014            | tip3            | 7            | met Nicky Romero & When We Are Wild |
| No Way Out                                                    | 2015                  | 18-04-2015            | tip13           | 4            | met Kat Nestel                      |

- International Standard Name Identifier: 0000 0004 7049 4528
- MusicBrainz: cc91bb2e-7330-4f9e-ae04-4f78f49e3155
- Virtual International Authority File: 3688148122897495200003